# Ужасающий 2
«Ужаса́ющий 2» (англ. Terrifier 2) — американский слэшер о сверхъестественном, вышедший в кинопрокат в октябре 2022 года; режиссёр, сценарист, монтажёр и продюсер — Дэмиен Леоне. «Ужасающий 2» является сиквелом фильма «Ужасающий» (2016), второй картиной в рамках одноимённой франшизы и третьим полнометражным фильмом с участием клоуна Арта. В главных ролях — актёры из приквела: Дэвид Ховард Торнтон и Саманта Скаффиди, которые так же сыграли роли клоуна Арта и Виктории Хейз соответственно; помимо них в ленте снимались Лорен Лавера, Эллиот Фаллэм, Сара Войт, Кайли Хайман и Кейси Хартнетт. По сюжету восставший из мёртвых Арт преследует подростка Сиенну Шоу (Лавера) в ночь на Хэллоуин; в один момент Сиенна понимает, что только она способна убить его.
В основу слэшера легла концепция полнометражной киноленты, над которой Леоне работал вскоре после создания короткометражки «Девятый круг» (2008). В планировавшемся фильме Леоне хотел показать девушку в ангельском одеянии, но так и не реализовал эту идею. После выхода «Ужасающего» режиссёр вновь решил вернуться к этой героине. Ею стала Сиенна — «сердце и душа» «Ужасающего 2», как впоследствии выразился Дэмиен. Постановщик учёл рецензии критиков на первую часть и три месяца потратил на продумывание сценария, делая акцент на персонажах.
Вопрос финансирования оказался сложным, поскольку сценарий был амбициозным и требовал крупного бюджета для качественного переноса на экраны. Перед началом съёмок Леоне заручился поддержкой частных инвесторов и запустил кампанию на Indiegogo, чтобы собрать $50 000. Кампания оказалась очень успешной и достигла 500 % от первоначальной цели. Общая сумма собранных средств составила $250 000. «Ужасающий 2» является одним из многочисленных проектов, пострадавших от пандемии COVID-19: в середине 2020 года из-за её распространения съёмки были приостановлены.
Премьера картины состоялась на фестивалях Fantastic Fest и FrightFest 29 августа 2022 года. Спустя некоторое время, 6 октября 2022 года, она вышла в прокат в США благодаря компании Cinedigm, а 27 октября — в прокат России под эгидой World Pictures. «Ужасающий 2» получил высокие оценки от кинематографических критиков, которые отмечали значительное улучшение качества по сравнению с первой частью и игру Лорен Лаверы. Сиквел, «Ужасающий 3», вышел в октябре 2024 года.

## Сюжет
После резни в предыдущем фильме неизвестное существо воскрешает клоуна Арта, после чего тот расправляется с судмедэкспертом, который осматривал его тело, и отправляется в прачечную, чтобы постирать свой пропитавшийся кровью костюм. Там Арт встречает Маленькую Бледную Девочку, с которой сразу же находит общий язык. Приведя в порядок свой наряд, Арт покидает прачечную, перед этим расправившись с посетителем, который сидел рядом с ним.
Год спустя, в 2018 году, девушка Сиенна Шоу мастерит к Хэллоуину костюм ангела-воина по эскизам своего отца, скончавшегося от опухоли мозга. Её младший брат Джонатан, увидев рисунки с ним в альбоме отца, стал изучать Арта. Этой же ночью Сиенна видит страшный сон с Артом, а просыпается уже оттого, что на её столе разгорелся огонь. При этом находящийся на столе меч, который подарил ей отец, остался целым и невредимым.
Во время Хэллоуина Джонатан, будучи в школе, натыкается на Арта и Маленькую Бледную Девочку, играющихся с дохлым опоссумом. В это же время у Сиенны происходит приступ паники, когда её подруги, Элли и Брук, обсуждают как Виктория Хейз, главная героиня предыдущего фильма, изуродовала ведущую ток-шоу Монику Браун. Позже Сиенна и Элли идут в магазин костюмов и встречают там Арта, который жестоко убивает продавца, а позже вламывается к Элли в дом и жестоко калечит её. Также клоун убивает и приехавшую в это время домой мать Элли.
Джонатан показывает Сиенне и матери, Барбаре, записную книжку отца, в которой собраны газетные вырезки, свидетельствующие о том, что Маленькая Бледная Девочка очень похожа на самую первую в истории жертву Арта, девочку Эмили Крейн, дочку циркового артиста. Джонатан предполагает, что их отец знал, как остановить Арта. Но Барбара не верит Джонатану и ударяет его, после чего парень убегает. Чуть позже Арт заявляется к Сиенне в дом, убивает Барбару, похищает Джонатана и забирает меч Сиенны с собой.
На вечеринке в честь Хэллоуина Брук подмешивает Сиенне в напиток наркотик, чтобы та расслабилась, но у Шоу начинается новая паническая атака. Тогда Брук и её бойфренд, Джефф, решают отвезти её домой, но Маленькая Бледная Девочка заманивает Сиенну на аттракцион «Ужасающий» в ныне закрытом парке развлечений, в котором Арт много лет назад убил Девочку. После этого прибывший клоун убивает Брук и Джеффа.
Арт вырубает Сиенну. Придя в себя и увидев, как Арт орудует скальпелем над её братом, она нападает на Арта с его же оружием. Сиенна и Джонатан убивают Арта несколько раз, но каждый раз злодей неизвестным образом воскресает. После нескольких «смертей» Арт пронзает Сиенну мечом её отца и скидывает её тело в резервуар с водой. Но когда Арт собирается съесть Джонатана Сиенна волшебным образом воскресает и с помощью меча обезглавливает клоуна. На месте битвы объявляется Маленькая Бледная Девочка, забирает отрубленную голову Арта и уходит, не причинив вреда Сиенне и Джонатану.
В сцене после титров Виктория, находящаяся в психиатрической лечебнице, пишет на стене своей камеры различные непристойности, а в центре — фразу «Вики + Арт», обведённую в сердечко. После этого она рожает живую голову Арта, оставляя увидевшую это медсестру в диком ужасе.

## В ролях
| Актёр                | Роль                                                                                       |
| -------------------- | ------------------------------------------------------------------------------------------ |
| Лорен Лавера         | Сиенна Шоу старшая сестра Джонатана                                                        |
| Дэвид Ховард Торнтон | клоун Арт                                                                                  |
| Эллиот Фаллэм        | Джонатан Шоу младший брат Сиенны                                                           |
| Сара Войт            | Барбара мать Сиенны и Джонатана                                                            |
| Кайли Хайман         | Брук подруга Сиенны                                                                        |
| Кейси Хартнет        | Элли подруга Сиенны                                                                        |
| Чарли Макэлвин       | Джефф парень Брук                                                                          |
| Амели Маклейн        | Маленькая Бледная Девочка / Эмили Крейн                                                    |
| Джонатан Дэвис       | Рики продавец в магазине костюмов                                                          |
| Саманта Скаффиди     | Виктория Хейз пациентка в психиатрической лечебнице, единственная выжившая в первом фильме |
| Леа Войси            | певица в кафе «Клоун» / медсестра                                                          |
| Крис Джерико         | Адам Бёрк медбрат                                                                          |
| Фелисса Роуз         | мисс Принсип                                                                               |
| Оуэн Майр            | Шон                                                                                        |
| Гриффин Сантопьетро  | Эрик                                                                                       |
| Тамара Глинн         | мать из магазина костюмов                                                                  |
| Дженна Кэнелл        | Тара (камео)                                                                               |
| Кэтрин Коркоран      | Доун (камео)                                                                               |

## Создание

### Сценарий
… Это мой самый любимый персонаж из всех, что я когда-либо создавал. Я всегда знал, что она была частью меня; я знал, что однажды я верну её и сниму о ней фильм. Она — сердце и душа второй части, и всё вертится вокруг неё. Поэтому я с нетерпением ждал, когда она наконец-то появится [на экране].
Оригинальный текст (англ.)…That was my favorite character that I ever wrote, ever. So I knew that character was always there; I knew one day I was going to bring that character back and finally make a movie with her. So she is the heart and soul of Part 2, and everything revolves around that character. So I always knew that seed was there.
Дэмиен Леоне о Сиенне Шоу
12 февраля 2019 года Леоне поделился в социальных сетях снимком титульной страницы и сообщил, что первый вариант сценария готов. Он задумал идею фильма ещё в 2008 году, когда придумал героиню в костюме ангела-воина, сражающуюся с клоуном Артом. Она стала прообразом Сиенны, которую Леоне хотел вернуть в «Ужасающего 2», о чём он знал ещё во время съёмок первого фильма. Процесс написания сценария отличался от предыдущих кинопроектов Леоне, где ему приходилось работать на полставки. На этот раз он посвятил своей работе три месяца, уделяя особое внимание созданию персонажа, который мог бы соперничать с Артом по популярности. Также он читал книги о сценариях и слушал, как другие сценаристы обсуждают свой творческий процесс.
Спустя десять лет режиссёр вернулся к героине в ангельском наряде и превратил её в Сиенну Шоу. Она стала его самым любимым персонажем из всех, созданных им, поэтому большая часть истории строится вокруг неё. Леоне неоднократно подчёркивал, что, несмотря на возросший масштаб его проекта по сравнению с предыдущими работами, при написании сценария он не учитывал бюджет.
Одним из ключевых аспектов было создание антагониста для Арта — персонажа, который должен был оказать ему достойный отпор, подобно тому, как Бэтмен из DC Comics противостоит Джокеру. Во время обеда с Леоне и Дэвидом Ховардом Торнтоном актрисе, исполняющей роль Сиенны, Лорен Лавере, рассказали о таком варианте отношений между её персонажем и Артом. По словам Лаверы, помимо Сиенны, в сценарии большое внимание уделялось Джонатану, их матери и её друзьям — все они играют важную роль в истории.

### Актёры
Торнтон и Скаффиди вернулись к ролям клоуна Арта и Виктории Хейз. Кори Дювал снова сыграл судмедэксперта из первой части, а Майкл Ливи, появившийся в оригинальной картине в роли дезинсектора Уилла, исполнил небольшое камео в качестве диджея в клубе. В эпизодических ролях снялись Стивен Делла Салла и Джейсон Ливи, мелькавшие в «Ужасающем» в образах двух полицейских; все трое (кроме Дюваля) являются продюсерами второй части. 11 сентября 2019 года стало известно, что главную роль Сиенны Шоу исполнит Лорен Лавера. 15 октября появилась информация, что Фелисса Роуз, Крис Джерико и Тамара Глинн снимутся в эпизодах. Актриса Леа Войси прослушивалась на роли Сиенны и её подруг Элли и Брук, однако сопродюсер Джейсон Ливи, зная о способностях Войси к пению и игре на гитаре, предложил ей роль певицы в кафе «Клоун». После съёмок этой сцены Леоне пригласил Войси на роль медсестры в сцене после титров.

### Съёмки
Перед началом съёмок Леоне получил полное финансирование фильма от нескольких частных инвесторов, однако затем запустил кампанию на Indiegogo, чтобы собрать $50 000 для создания практических эффектов и привлечения известного актёра к проекту. Акция закончилась большим успехом: за первую неделю было собрано более $125 000, а к концу кампании общая сумма составила $250 000, что на 500 % больше, чем планировалось изначально.
Съёмки стартовали в октябре 2019 года. В момент, когда картина была почти полностью отснята, производство остановилось из-за COVID-19; так, «Ужасающий 2» стал одним из многих фильмов, пострадавших от пандемии. 7 сентября Леоне объявил, что работает над созданием грима для Саманты Скаффиди. Когда были официально обнародованы фотографии со съёмок, костюм Сиенны получил положительные отзывы от пользователей Интернета. По словам Лаверы, в первый день наряд ей очень понравился, однако в ходе съёмок она стала относиться к нему с пренебрежением, так как он оказался очень неудобным. У актрисы даже появились мозоли. Съёмочный период завершился 10 июля 2021 года. Изначально в сцене после титров Арт должен был вырасти из затылка Виктории; увидев похожий момент в ленте «Злое», Леоне отказался от этой идеи и поставил другую сцену, где Виктория рожает голову Арта.

### Маркетинг
Тизер-трейлер фильма «Ужасающий 2» появился в сети 24 июля 2020 года. Джереми Дик, редактор MovieWeb, посчитал, что «тизер будет интересен всем, кому понравился первый фильм».
Также была анонсирована серия комиксов, состоящая из трёх томов, которая вышла ограниченным тиражом ещё до премьеры фильма.

### Спецэффекты
Фильм получил широкую огласку в прессе благодаря кровавым сценам ультранасилия. Особенно нашумела так называемая «сцена в спальне», где происходит длительное убийство второстепенного персонажа по имени Элли в исполнении актрисы Кейси Хартнетт. Режиссёр признался, что именно этот эпизод был самым сложным для создания. Для съёмок ему пришлось создать аниматронный манекен Хартнетт в натуральную величину. «Под кроватью были люди с прутьями, проходившими через её конечности, и за стеной, управляющие её головой. Я положил в её грудь резиновые перчатки с трубками, чтобы сделать так, будто она дышит», — поделился Леоне. В момент, когда Элли приходит в себя и смотрит на свою мать, постановщик с помощью компьютерной графики наложил на манекен изображение глаза Хартнетт.

## Релиз
Мировая премьера слэшера «Ужасающий 2» состоялась 29 августа 2022 года на фестивале Fantastic Fest; в тот же день его показали на FrightFest в Лондоне. 6 октября 2022 года фильм вышел в кинотеатрах США, а 27 октября — в кинотеатрах России. Позже он появился на потоковом сервисе Screambox, а до официального релиза демонстрировался на «известных жанровых фестивалях». После завершения производства Леоне также выразил желание выпустить фильм в формате роуд-шоу.
Поначалу кинопрокат «Ужасающего 2» был ограничен одной неделей, однако, в силу огромного интереса зрителей, Bloody Disgusting продлила его на второй уик-энд, который начался 12 октября 2022 года. 17 октября показы были продлены ещё на одну неделю.
Лента стала доступна для просмотра на VOD 11 ноября 2022 года, а на физических носителях — Blu-ray и DVD — 27 декабря того же года. Объём продаж составил $3,4 млн. В июне 2024 года компания Witter Entertainment при поддержке Walmart выпустила VHS-версию фильма.

## Восприятие

### Сборы
«Ужасающий 2» вышел в 886 американских кинотеатрах и в день премьеры собрал $400 000. В первые выходные картина заработала $805 000, а в следующие — $1 млн (рост на 28 %). Взяв во внимание низкий бюджет, ограниченный маркетинг и отсутствие знаменитостей в актёрском составе, редакция Variety назвала успех фильма «шоком» для киноиндустрии. За первые две недели проката слэшер собрал $3,4 млн. Распространившись на 1550 кинотеатров, в четвёртые выходные фильм заработал $1,8 млн, а общая сумма сборов на ноябрь 2022 года составляла $10,1 млн. «Terrifier & Terrifier 2 — Double Bill» вышел в Великобритании 27 сентября 2024 года и собрал $122 174.
Рассуждая о кассовом успехе своего произведения, Леоне отметил: «Честно говоря, я не ожидал, что фильм вызовет такой фурор или появится в кинотеатрах, за исключением, разве что, нескольких артхаусных заведений. Я никак не ожидал, что фильм станет настолько успешным, что о нем пойдут разговоры, что люди будут падать в обморок, что он по-настоящему взлетит, — я не ожидал, что он заработает миллионы долларов в кинотеатрах».

### Оценки и отзывы критиков
Согласно данным агрегатора рецензий Rotten Tomatoes, 86 % из 81 рецензента дали фильму положительные отзывы, а средняя оценка составила 6,8/10. Консенсус критиков сформулирован так: «„Ужасающий 2“ превосходит оригинал во всех отношениях, что делает его не самой приятной новинкой для брезгливых, но настоящим удовольствием для любителей жанра». На агрегаторе рецензий Metacritic средневзвешенная оценка картины составляет 59/100 на основании восьми обзоров, что соответствует «смешанным или средним» отзывам.

### Реакция зрителей
С показов «Ужасающего 2» в США поступали сообщения о том, что некоторым зрителям становилось плохо от сцен насилия, а однажды даже якобы потребовалась помощь медиков. Режиссёр фильма Дэмиен Леоне дал о произошедших инцидентах следующий комментарий: «Послушайте, я не против того, чтобы кто-нибудь уходил из зала, для меня это своего рода почётный знак, потому что фильм очень напряжённый. Я не хочу, чтобы люди падали в обморок, получали травмы во время просмотра. Но это сюрреалистично».

### Награды
| Награда                  | Дата церемонии | Категория                              | Получатели        | Результат | Ист.   |
| ------------------------ | -------------- | -------------------------------------- | ----------------- | --------- | ------ |
| Fangoria Chainsaw Awards | 21 мая 2023    | «Лучшее убийство»                      | сцена смерти Элли | Победа    | [ 53 ] |
| Fangoria Chainsaw Awards | 21 мая 2023    | «Лучший фильм с ограниченным прокатом» | «Ужасающий 2»     | Победа    | [ 53 ] |
| Fangoria Chainsaw Awards | 21 мая 2023    | «Лучший грим»                          | Дэмиен Леоне      | Победа    | [ 53 ] |
| Fangoria Chainsaw Awards | 21 мая 2023    | премия «Глаз редактора»                | Лорен Лавера      | Победа    | [ 53 ] |

## Новеллизация
29 октября 2024 года издательство Titans Books выпустило новеллизацию фильма «Ужасающий 2», написанную Тимом Ваггонером.